# Hans Heijdeman
Hans Heijdeman (21 dicembre 1959) è un ex cestista olandese.

## Carriera
Con i Paesi Bassi ha disputato i Campionati mondiali del 1986 e i Campionati europei del 1985.